# Battarrea
Battarrea es un género de hongos en la familia Agaricaceae. Antiguamente estuvo ubicado en la familia Tulostomaceae hasta que estudios filogenéticos moleculares determinaron su afinidad con Agaricaceae. Las especies de Battarrea poseen un peridio (saco de esporas) que se encuentra sobre un estipe elongado hueco con una superficie que tiende a desarrollar escamas fibrosas. Dentro del peridio, la gleba consiste de esporas esféricas verrugosas, y un capilicio de 
finas fibras hifales simples o ramificados que tienen engrosamientos espiralados o angulares. El nombre del género hace referencia al sacerdote italiano y naturalista Giovanni Antonio Battarra.

## Especies
- Battarrea arenicola Copel. (1904)
- Battarrea franciscana Copel. (1904)
- Battarrea guachiparum Speg. (1898)
- Battarrea laciniata Underw. ex V.S.White (1901)
- Battarrea levispora Massee (1901)
- Battarrea patagonica Speg. (1898)
- Battarrea phalloides (Dicks.) Pers. (1801)